# Parafia Najwyższego Arcykapłana Jezusa Chrystusa w Murowanej Goślinie
Parafia Najwyższego Arcykapłana Jezusa Chrystusa w Murowanej Goślinie – rzymskokatolicka parafia leżąca w granicach dekanatu goślińskiego. Kościół parafialny zbudowany w latach 1995–2000 w stylu nowoczesnym.
Parafia powstała w 1993 roku w wyniku podziału parafii św. Jakuba Apostoła w Murowanej Goślinie. Od 1993 roku prowadzone są księgi metrykalne: ochrzczonych, małżeństw i zmarłych.

## Zasięg parafii
Do parafii należą wierni z Murowanej Gośliny mieszkający na osiedlu Zielone Wzgórza przy ulicach: Akacjowej, Brackiej, Bukowej, Brzoskwiniowej, Brzozowej, Cegielskiego, Chabrowej, Cisowej, Czeremchowej, Czereśniowej, Długiej, Dolina, Fiołkowej, Gen. Kutrzeby, Irysowej, Jagodowej, Jaśminowej, Jeżynowej, Kalinowej, Kłosowej, Konwaliowej, Kościelnej, Krętej, Krokusowej, Lenartowskiego, Leśnej, Leszczynowej, Łanowej, Malinowej, Miodowej, Modrzewiowej, Morelowej, Nadwarciańskiej, Narcyzowej, Nowy Rynek i plac Kasztanowy.